# Лосиці (гміна)
Гміна Лосиці (пол. Gmina Łosice) — місько-сільська гміна у центральній Польщі. Належить до Лосицького повіту Мазовецького воєводства.
Станом на 31 грудня 2011 у гміні проживало 11106 осіб.

## Площа
Згідно з даними за 2007 рік площа гміни становила 121.22 км², у тому числі:
- орні землі: 82.00%
- ліси: 10.00%

Таким чином, площа гміни становить 15.71% площі повіту.

## Населення
Станом на 31 грудня 2011:
| Опис     | Загалом | Загалом | Чоловіки | Чоловіки | Жінки | Жінки |
| -------- | ------- | ------- | -------- | -------- | ----- | ----- |
| одиниця  | осіб    | %       | осіб     | %        | осіб  | %     |
| все      | 11106   | 100     | 5444     | 49.02    | 5662  | 50.98 |
| міське   | 7157    | 100     | 3443     | 48.11    | 3714  | 51.89 |
| сільське | 3949    | 100     | 2001     | 50.67    | 1948  | 49.33 |

## Сусідні гміни
Гміна Лосиці межує з такими гмінами: Гушлев, Морди, Ольшанка, Плятерув, Пшесмики, Стара Корниця.